# Saint-Félix (Oise)
Saint-Félix és un municipi francès, situat al departament de l'Oise i a la regió dels Alts de França. L'any 2007 tenia 515 habitants.

## Demografia

### Població
El 2007 la població de fet de Saint-Félix era de 515 persones. Hi havia 179 famílies de les quals 28 eren unipersonals (16 homes vivint sols i 12 dones vivint soles), 65 parelles sense fills i 86 parelles amb fills.
La població ha evolucionat segons el següent gràfic:
Habitants censats

### Habitatges
El 2007 hi havia 196 habitatges, 184 eren l'habitatge principal de la família, 2 eren segones residències i 10 estaven desocupats. 192 eren cases i 3 eren apartaments. Dels 184 habitatges principals, 162 estaven ocupats pels seus propietaris, 16 estaven llogats i ocupats pels llogaters i 5 estaven cedits a títol gratuït; 3 tenien una cambra, 9 en tenien dues, 24 en tenien tres, 47 en tenien quatre i 101 en tenien cinc o més. 142 habitatges disposaven pel capbaix d'una plaça de pàrquing. A 74 habitatges hi havia un automòbil i a 98 n'hi havia dos o més.

### Piràmide de població
La piràmide de població per edats i sexe el 2009 era:
| Homes | Edats   | Dones |
| ----- | ------- | ----- |
| 0     | 95 o +  | 0     |
| 0     | 90 a 94 | 0     |
| 0     | 85 a 89 | 4     |
| 0     | 80 a 84 | 4     |
| 4     | 75 a 79 | 4     |
| 8     | 70 a 74 | 4     |
| 12    | 65 a 69 | 12    |
| 12    | 60 a 64 | 4     |
| 4     | 55 a 59 | 12    |
| 24    | 50 a 54 | 16    |
| 32    | 45 a 49 | 20    |
| 12    | 40 a 44 | 40    |
| 16    | 35 a 39 | 12    |
| 20    | 30 a 34 | 16    |
| 20    | 25 a 29 | 12    |
| 0     | 20 a 24 | 12    |
| 44    | 15 a 19 | 16    |
| 12    | 10 a 14 | 8     |
| 28    | 5 a 9   | 16    |
| 16    | 0 a 4   | 8     |

## Economia
El 2007 la població en edat de treballar era de 360 persones, 278 eren actives i 82 eren inactives. De les 278 persones actives 252 estaven ocupades (139 homes i 113 dones) i 25 estaven aturades (15 homes i 10 dones). De les 82 persones inactives 26 estaven jubilades, 29 estaven estudiant i 27 estaven classificades com a «altres inactius».

### Ingressos
El 2009 a Saint-Félix hi havia 172 unitats fiscals que integraven 494 persones, la mediana anual d'ingressos fiscals per persona era de 20.093 €.

### Activitats econòmiques
Dels 18 establiments que hi havia el 2007, 8 eren d'empreses de construcció, 4 d'empreses de comerç i reparació d'automòbils, 1 d'una empresa de transport, 2 d'empreses d'hostatgeria i restauració, 2 d'empreses de serveis i 1 d'una entitat de l'administració pública.
Dels 9 establiments de servei als particulars que hi havia el 2009, 2 eren paletes, 2 guixaires pintors, 2 lampisteries, 2 empreses de construcció i 1 restaurant.
L'any 2000 a Saint-Félix hi havia 3 explotacions agrícoles.

## Equipaments sanitaris i escolars
El 2009 hi havia una escola elemental.

## Poblacions més properes
El següent diagrama mostra les poblacions més properes.